# Малые Поляны
Малые Поляны — деревня в Старожиловском районе Рязанской области. Входит в Ленинское сельское поселение

## География
Находится в западной части Рязанской области на расстоянии приблизительно 3 км на юго-восток по прямой от районного центра поселка Старожилово на левом берегу речки Меча.

## История
В 1859 году здесь (тогда деревня Пронского уезда Рязанской губернии) учтено было 25 дворов, в 1897 году — 47.

## Население
Численность населения: 291 человек (1859), 394 (1897), 26 в 2002 году (русские 100 %), 12 в 2010.